# Aclytia flavigutta
Aclytia flavigutta är en fjärilsart som beskrevs av Walker 1854. Aclytia flavigutta ingår i släktet Aclytia och familjen björnspinnare. Inga underarter finns listade i Catalogue of Life.